# Mikołaj Niemirowicz
Mikołaj Niemirowicz herbu Jastrzębiec (ok. 1400 – przed 1489 r.) – namiestnik witebski (1463-1466, 1469-1470), smoleński (1467), lubecki i mceński (1467-1470), marszałek królewski (1471).

## Życiorys
Syn Jana Niemiry (koniuszego w. ks. Witolda, namiestnika połockiego) i jego żony Anny. Miał trzech braci: Andruszkę (dziada Andrzeja, wojewody kijowskiego, hetmana polnego litewskiego), Fedkę i Jana, marszałka hospodarskiego.

## Działalność
Student Akademii Krakowskiej (1412). Podobnie jak jego brat Andruszka, popierał księcia Zygmunta Kiejstutowicza w walce ze Świdrygiełłą.
W 1440 roku odegrał znaczną rolę, gdy jako jeden z bojarów litewskich, po śmierci Zygmunta Kiejstutowicza, wyniósł na tron wielkoksiążący Kazimierza Jagiellończyka. Cieszył się dużym zaufaniem króla, który obdarowywał go licznymi nadaniami, w tym w 1445 Nieświeżem.
Wiosną 1445 roku m.in. wraz z Radziwiłłem Ościkowiczem, Andrzejem Sakowiczem i Zachariaszem Iwanowiczem Koszkinem, brał udział w wyprawie odwetowej na Kozielsk, Możajsk i Wiereję. W 1455 roku wraz z panami litewskimi uczestniczył w wyprawie na Kaługę. Rok później, w 1456 roku, posłował do Kazimierza Jagiellończyka z postulatami litewskimi, przedstawiając królowi w Łęczycy również stanowisko panów litewskich w sprawie wojny z zakonem krzyżackim.
Jako marszałek królewski wraz z Radziwiłłem Ościkowiczem, wojewodą trockim, i Bogdanem Andruszkowiczem Sakowiczem uczestniczył w 1471 roku w rokowaniach pokojowych z Rzecząpospolitą Pskowską.
Zmarł bezpotomnie między 1471 a 1489 rokiem.

## Majątek i fundacje
Otrzymał liczne nadania od Zygmunta Kiejstutowicza (m.in. Lulin Wielki, obejmujący Łunin wraz z Łunińcem) oraz od króla Kazimierza Jagiellończyka (m.in. w 1445 Nieśwież). Posiadał liczne dobra, w tym Rudniki, Łysice, Tuchanowicze, Żuchowicze, Jurkańce, Maleszewo. Dziedzic Wsielubia i Iszkołdzi.
Fundator murowanego kościoła w Iszkołdzi pw. św. Trójcy, jednego z najstarszych (obok kościoła we Wsielubiu – również fundacji Niemirowiczów) zachowanych kościołów na terenie obecnej Białorusi. Dokument fundacyjny Mikołaj Niemirowicz wystawił 16 listopada 1449 roku, a świadczył na nim biskup wileński Maciej,
Mikołaj Niemirowicz ufundował i uposażył również kościół w Nieświeżu.
W 1471 roku Iszkołdź z wsiami zapisał w dożywocie swojej żonie Elżbiecie. Po jej śmierci dobra te miały przypaść kościołowi w Iszkołdzi.
Po śmierci Mikołaja Nieśwież wrócił w ręce hospodarskie, a Wsielub i większość dóbr dziedzicznych przejęli jego bratankowie.